# Piercia rufimaculata
Piercia rufimaculata är en fjärilsart som beskrevs av Fletcher 1958. Piercia rufimaculata ingår i släktet Piercia och familjen mätare. Inga underarter finns listade i Catalogue of Life.